# Mistrovství Československa v krasobruslení 1951
Mistrovství Československa v krasobruslení 1951 se konalo 10. a 11. ledna 1951 v Praze na Štvanici.
Soutěžilo se také v juniorský kategoriích a v kategoriích nováčků.

## Medaile
| Kategorie      | Zlato                         | Zlato | Stříbro                        | Stříbro | Bronz               | Bronz |
| Muži           | Zdeněk Fikar                  | 1     | Karol Divín                    | 3       | Vladislav Čáp       | 2     |
| Ženy           | Dagmar Lerchová               | 1     | Alexandra Černá                | 3       | Miroslava Náchodská | 2     |
| Sportovní páry | Soňa Buriánová Miloslav Balun |       | Věra Suchánková Zdeněk Doležal |         | neobsazeno          |       |

- čísla udávají umístění v povinné jízdě